# Obwód czerniowiecki
Obwód czerniowiecki (ukr. Чернівецька область, rum. Regiunea Cernăuți) – jeden z 24 obwodów Ukrainy. Leży w południowo-zachodniej części Ukrainy, na południu graniczy z Rumunią i Mołdawią, na zachodzie i północnym zachodzie z obwodem iwanofrankiwskim, na północy z obwodem tarnopolskim i chmielnickim, na wschodzie z obwodem winnickim. W dwudziestoleciu międzywojennym jako jedyny obwód w całości znajdował się w granicach Rumunii (częścią Rumunii była też zachodnia część (37% terytorium) obwodu odeskiego, czyli Budziak).

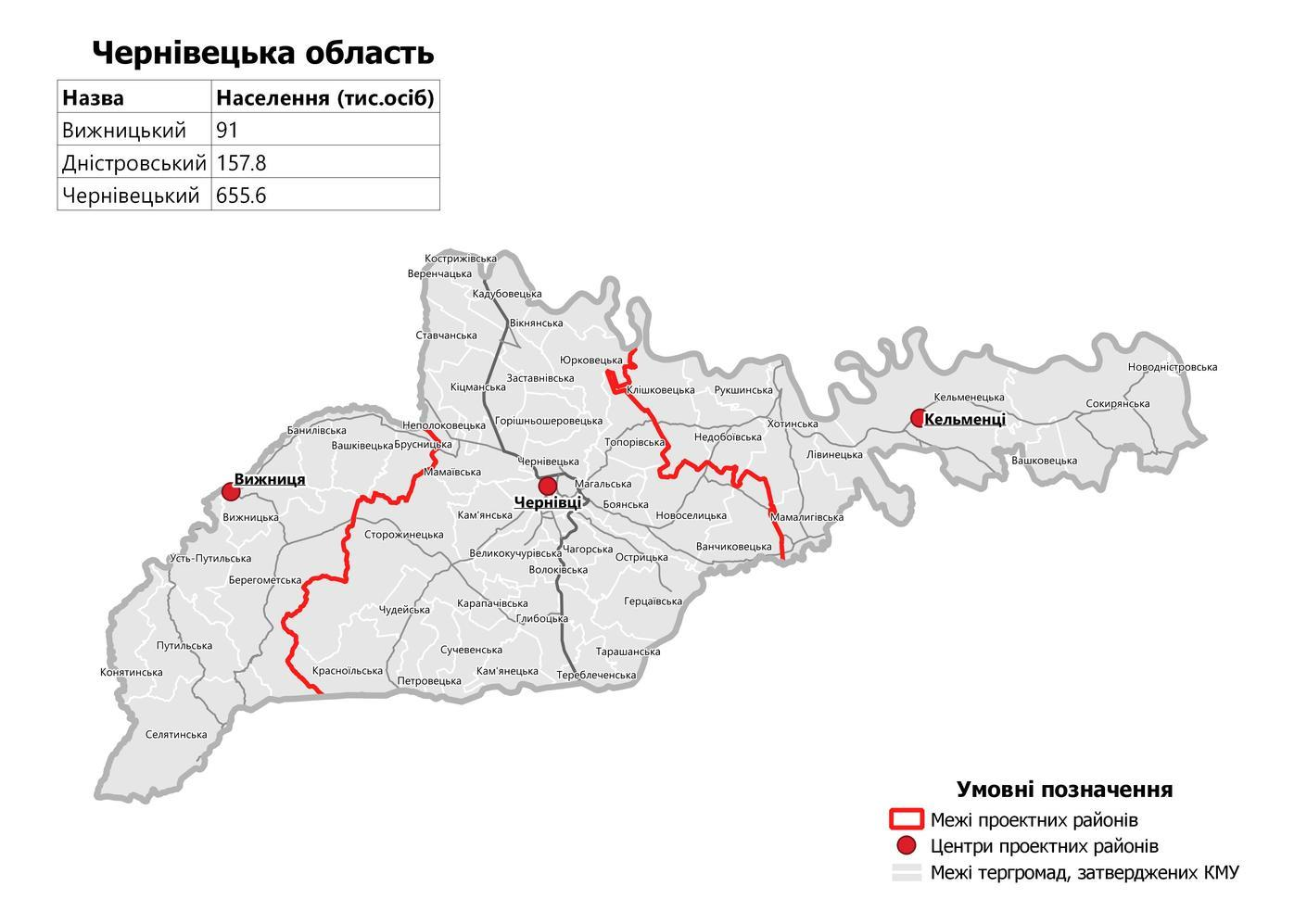
Rejony od 2020 roku

Stolicą obwodu są Czerniowce.

## Podział administracyjny
Obwód dzieli się na 3 rejony:
1. czerniowiecki
2. dniestrzański
3. wyżnicki

Rejon do 2020 roku

Do 19 lipca 2020 roku obwód dzielił się na 11 rejonów:
- chocimski
- hercański
- hlibocki
- kelmieniecki
- kocmański
- nowosielicki
- putylski
- sokiriański
- storożyniecki
- wyżnicki
- zastawieński

oraz 2 miasta wydzielone: Nowodniestrowsk oraz Czerniowce.

## Historia
Obwód został utworzony w 1940 roku z północnej części Bukowiny oraz części Besarabii (razem z Chocimiem) oraz regionu Herca anektowanych od Królestwa Rumunii.

## Demografia
Według Ukraińskiego spisu ludnościowego przeprowadzonego w 2001 roku w Obwodzie mieszkało 922 800 mieszkańców wśród których:
- 75% określało się jako Ukraińcy
- 19% określiło się jako Rumuni lub Mołdawianie
- 4,1% określiło się jako Rusini
- 1,9% podało inną narodowość lub odmówiło udzielenia odpowiedzi

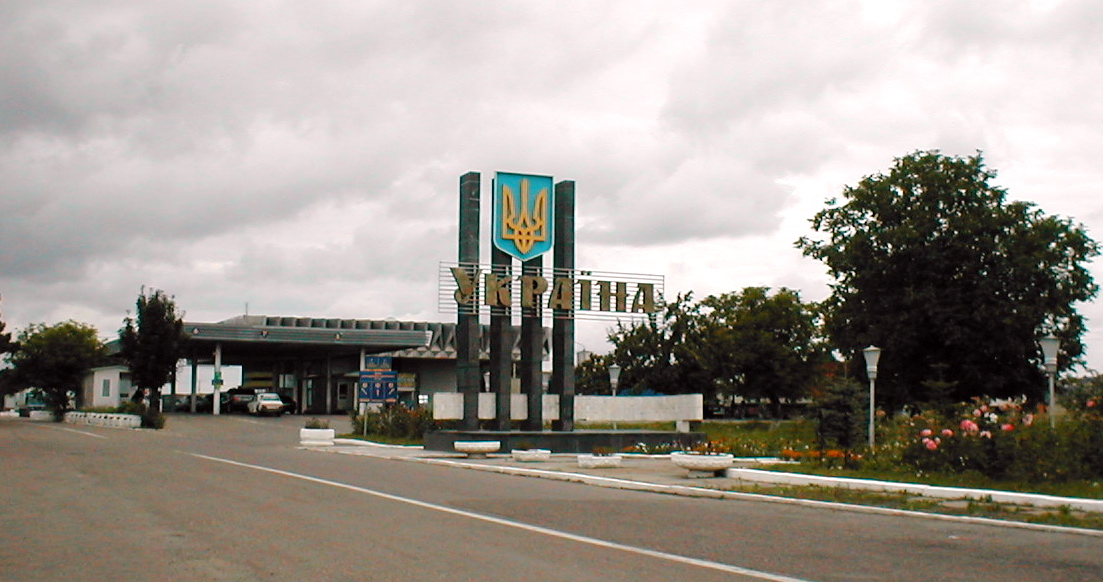
Ukraińsko-rumuńskie przejście graniczne w miejscowości Syret

## Największe miasta
| Miasto           | ukraińska nazwa                    | Zaludnienie 5 grudnia 2001 |
| ---------------- | ---------------------------------- | -------------------------- |
| Czerniowce       | Чернівці (Czerniwici)              | 240 621                    |
| Storożyniec      | Сторожинець (Storożyneć)           | 14 693                     |
| Chocim           | Хотин (Chotyn)                     | 11 216                     |
| Nowodniestrowsk  | Новодністровськ (Nowodnistrowśk)   | 10 342                     |
| Sokiriany        | Сокиряни (Sokyriany)               | 10 258                     |
| Hliboka          | Глибока (Hłyboka)                  | 9287                       |
| Krasnoilsk       | Красноїльськ (Krasnojilśk)         | 9142                       |
| Zastawna         | Заставна (Zastawna)                | 8866                       |
| Berhomet         | Берегомет (Berehomet)              | 8545                       |
| Nowosielica      | Новоселиця (Nowosełycia)           | 8400                       |
| Kelmieńce        | Кельменці (Kelmenci)               | 8120                       |
| Kocmań           | Кіцмань (Kicmań)                   | 7608                       |
| Kliszkiwci       | Клішківці (Kliszkiwci)             | 6514                       |
| Kamjanka         | Кам'янка (Kamjanka)                | 6239                       |
| Wełykyj Kuczuriw | Великий Кучурів (Wełykyj Kuczuriw) | 6051                       |